# پلووات
پُلووات یا پُلُوات با نام پیشین پولووات یک آب‌سنگ حلقوی و یک منطقه شهرداری در ایالت چوک، ایالات فدرال میکرونزی است.

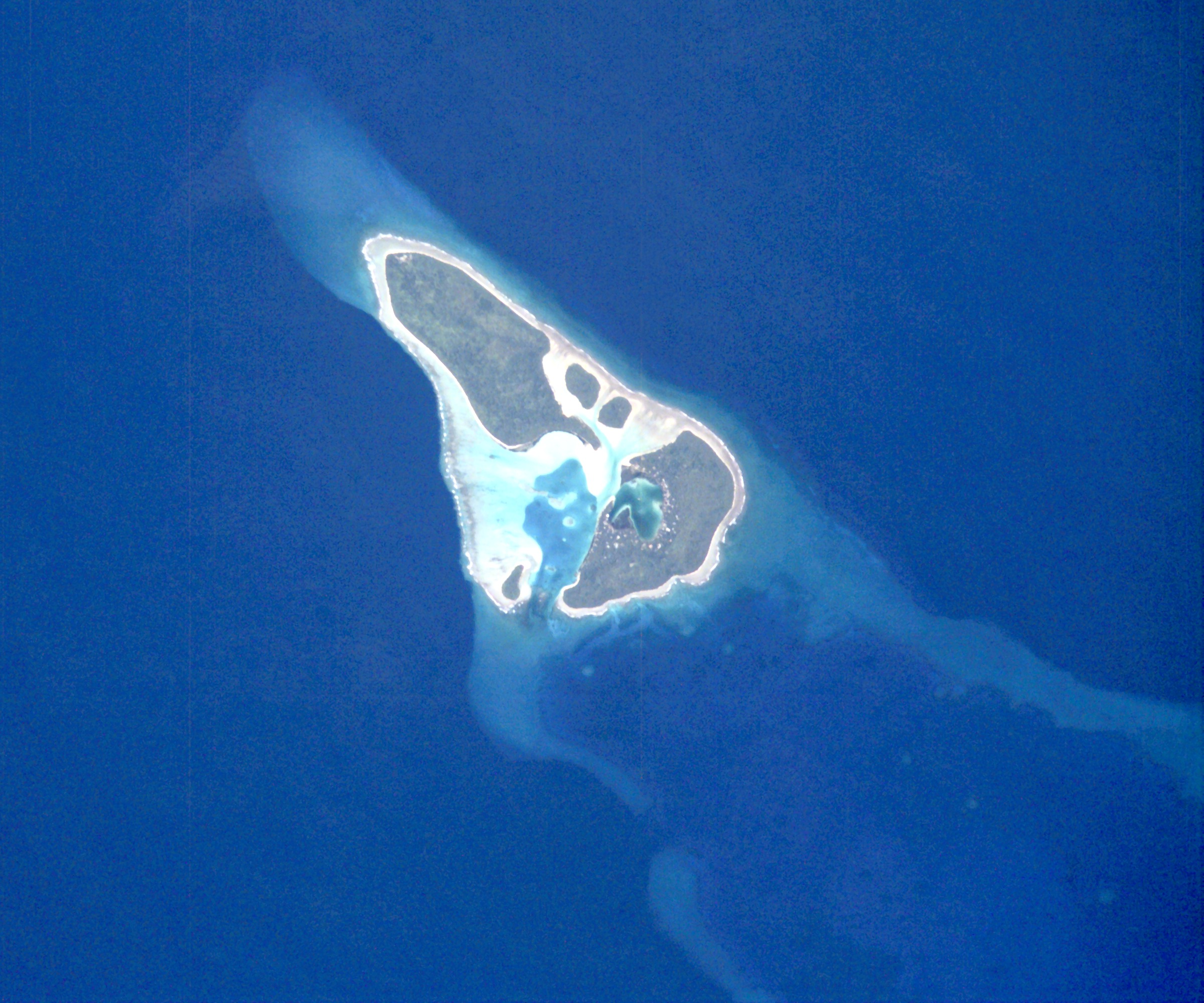
آب‌سنگ حلقوی پلووات از دید ماهواره اداره کل ملی هوانوردی و فضا (ناسا)

## جغرافیا
پلووات در شمال باختری‌ترین ناحیه (اکسریتود) قرار دارد که در بخش باختری (پاتیو) ایالت چوک است. مختصات آن ۰۷°۲۱′۲۶″ شمالی ۱۴۹°۱۲′۰۱″ شرقی / ۷٫۳۵۷۲۲°شمالی ۱۴۹٫۲۰۰۲۸°شرقی است. آب‌سنگ حلقوی پلووات از ۵ آبخوست خرد از جمله یک خودش پدید آمده که در لبه آب‌سنگ قرار دارند. مساحت کل این خشکی‌ها ۳٫۴ کیلومتر مربع (۱٫۳ مایل مربع) است. نام آبخوست‌ها با چرخش پادساعت‌گرد و آغاز از پلووات  در جنوب خاور به صورت زیر است:
1. پلووات (خاور)
2. آلِنگِلاپ (لبه شمالی)
3. تُ (لبه شمالی)
4. آلِی (باختر)
5. ‌ها (جنوب)

در برابر دیگر آب‌سنگ‌های حلقوی میکرونزی، تالاب داخلی پلووات، کوچک و مساحت آن تنها ۷ کیلومتر مربع (۲٫۷ مایل مربع) است. «آلِی» در باختر و پلووات در خاور بزرگترین آبخوست‌های آب‌سنگ حلقوی پلووات هستند. وسط این آبخوست‌ها از درخت نان و کناره‌های آن از درختان نارگیل پر است. در لبه شمالی آب‌سنگ بین پلووات و «آلِی»، آبخوست‌های خرد «آلنگِلاپ» و «تُ» قرار دارند. در گوشه جنوبی آب‌سنگ حلقوی، آبخوست خرد «ها» قرار دارد که با ۰٫۰۲ کیلومتر مربع (۰٫۰۰۷۷ مایل مربع) مساحت، کوچکترین آبخوست است. این آبخوست‌های خرد، زمین آن از سنگ (و نه شن) و روی آن پوشیده از درخت هستند. اما درخت نارگیل کمی دارند.
سه روستا در بخش باختری آبخوست پلووات و رو به تالاب داخلی وجود دارند. نام آن‌ها از شمال به جنوب: «رِلُنگ»، «لوکاف»، و «رِوُو» است. جمعیت کل این سه روستا در سال ۲۰۰۰، ۱,۰۱۵ نفر بود.
کناره یورانی از پلووات نزدیک به ۱۶ متر (۵۲ فوت) در جنوب خاور، درازا دارد و ژرفای آن از ۱۱ متر (۳۶ فوت) تا ۶۱ متر (۲۰۰ فوت) است. مساحت کلی آب‌سنگ حلقوی پلووات و بخش‌های زیر آب رفته آن ۳۳۲ کیلومتر مربع (۱۲۸ مایل مربع) است.
کناره مرجانی اِندِربی به عمق ۱۶ متر (۵۲ فوت) متر در ۵ کیلومتر (۳٫۱ مایل) باختر شمال باختر آبخوست آلِی قرار دارد.

## تاریخ
نخستین اروپایی که وارد آب‌سنگ حلقوی پلووات شد یک افسر نیروی دریایی اسپانیا به نام «خوان آنتونیو ایبراگوتیا» با کشتی «فیلیپینو» در ۷ آوریل ۱۸۰۱ میلادی بود.
در دوران جنگ جهانی دوم، ارتش امپراتوری ژاپن نیروهای دریایی و ناو هواپیمابر بسیاری در این منطقه مستقر کرد. اما به دلیل جنگ و محاصره نیروهای متفقین، و کمبود خوراک، بخشی از سربازان به تالاب چوک رفتند. بسیاری از سربازان ژاپنی که در پلووات ماندند از گرسنگی و ناتوانی مُردند. امروزه بسیاری از ساخته‌های ژاپنی‌ها همچنان در این منطقه باقی مانده‌اند. فانوس دریایی ساخت ژاپنی‌ها در فهرست ثبت ملی اماکن تاریخی ایالات متحده آمریکا قرار دارد.

## ارتباطات
یک ایستگاه رادیویی در پلووات قرار دارد.